# ئی-سلکتین
ئی-سلکتین (به انگلیسی: E-selectin) که با نام‌های CD62E، مولکول ۱ چسبندگی لکوسیت-اندوتلیال (ELAM-1) و مولکول ۲ چسبندگی سلول اندوتلیال-لکوسیت (LECAM2) هم شناخته می‌شود، یک پروتئین است که در انسان توسط ژن «SELE» کُدگذاری می‌شود. این پروتئین یک مولکول چسبندگی سلول است که فقط در سلول‌های لایه درون‌رگی یافت می‌شود و توسط سیتوکین‌ها فعال می‌شود. همچون سایر سلکتین‌ها، ئی-سلکتین نیز نقش مهمی در فرایند التهاب ایفا می‌کند. تولید ئی-سلکتین با افزایش بیانِ پی-سلکتین تشدید می‌شود که این نیز به نوبهٔ خود در پاسخ به خانواده اینترلوکین ۱، فاکتور نکروز توموری آلفا و لیپوپلی ساکارید ترشح می‌شود. جایگاه ژنی ئی-سلکتین بر روی کروموزوم ۱ در مجاورت جایگاه ژنی ال-سلکتین قرار دارد.

## ساختار
ئی-سلکتین ساختار کاست‌مانند دارد: یک انتهای آمینی، یک دومِـین لکتین نوع سی، یک دومِـین شبه فاکتور رشد اپیدرمی، ۶ واحد دومِـین سوشی و یک دُم سیتوپلاسمی درون‌سلولی. ئی-سلکتین در سال ۱۹۹۴ میلادی کشف شد و نحوهٔ اتصال آن به سیالیل-لوئیس ایکس در سال ۲۰۰۰ مشخص گردید.

## عملکرد

### نقش در التهاب
هنگام بروز التهاب، ئی-سلکتین نقش مهمی در تراگذری گلبول‌های سفید به مکان آسیب‌دیده دارند. رهاسازی خانواده اینترلوکین ۱ و فاکتور نکروز توموری آلفا در محل التهاب موجب تحریک و افزایش ساخت ئی-سلکتین در سلول‌های لایه درون‌رگی مجاور می‌شود. کموکین‌های ناشی از پاسخ التهابی با ورود به خون، سبب شل‌شدن و حرکت گلبول‌های سفیدی می‌شوند که محکم به سطح درونی لایه درون‌رگی چسبیده‌اند.
پی-سلکتین هم اثر مشابهی دارد، با این تفاوت که به‌دلیل ذخیره‌شدنش در درون ریزدانهٔ درون سلول، رهاشدگی‌اش چند دقیقه‌ای زمان لازم دارد و مثل ئی-سلکتین فوری و سریع رها نمی‌شود. البته آغاز بیان بیانِ ئی-سلکتین حدود ۲ ساعت پس از ترشحِ سیتوکین‌ها و حداکثر میزان بیانِ ئی-سلکتین حدود ۶ تا ۱۲ ساعت پس از تحریکِ سیتوکین‌ها رخ می‌دهد و ظرف ۲۴ ساعت نیز به‌حالت عادی باز می‌گردد.

### نقش در سرطان
ئی-سلکتین نخستین بار به‌عنوان یک گیرندهٔ تراپوسته‌ای که به‌دنبال بروز التهاب توسط سلول‌های لایه درون‌رگی ترشح شده و چسبندگی سلول‌های سرطانی مونوسیتیک یا HL60 را تنظیم می‌کند، کشف شد. این یافته موجب تشکیل این فرضیه شد که سلول‌های سرطانی به‌منظور تحریک ئی-سلکتین و متاستاز دوردست، اینترلوکین ۱ بتا و فاکتور نکروز توموری آلفا ترشح می‌کنند. این موضوع سبب می‌شود تا این سلول‌های سرطانی بتوانند در جریان خون حرکت کرده و با عبور از لایه درون‌رگی به مکان‌های دیگر پخش شوند. مثلاً ئی-سلکتین‌های متصل به سلول‌های سرطان روده بزرگ می‌توانند احتمال متاستاز این تومور را افزایش دهند و بقیه تومورها هم می‌توانند به ئی-سلکتین از طریق گلیکوپروتئین و لیگاندهای گلیکولیپیدی متصل شوند.

### نشانگر زیستی
از ئی-سلکتین به‌عنوان نشانگر زیستی برای احتمال وقوع متاستاز ناشی از چندین نوع سرطان از جمله سرطان روده بزرگ و احتمال عود آنها استفاده می‌شود.

### پلی‌نوروپاتی مرتبط با بیماری‌های بحرانی
در برخی حالات که قند خون بالا می‌رود، همانند سِـپسیس، بیانِ ئی-سلکتین تشدید می‌شود و در نتیجه نفوذپذیری رگ‌ها هم افزایش می‌یابد. این واقعه سبب ورم لایه درون‌رگی موجود در ماهیچه‌های اسکلتی و بروز ایسکمی و در نهایت نکروز آنان می‌گردد. به‌همین سبب است که علائم «پلی‌نوروپاتی مرتبط با بیماری‌های بحرانی» ظاهر می‌شود. برخی داروهای گیاهی سنتی چینی همچون بربرین، میزان تولید ئی-سلکتین را کاهش می‌دهد.

### آنوریسم مغزی
ئی-سلکتین از طریق تشدید التهاب و تضعیف دیوارهٔ رگ‌ها، در تشکیل آنوریسم مغزی نقش دارد.